# Stadion (tunnelbanestation)
Stadion är en station inom Stockholms tunnelbana, belägen i stadsdelen Östermalm i Stockholms innerstad. Den trafikeras av Tunnelbana 2 (röda linjen) och ligger mellan stationerna Östermalmstorg och Tekniska högskolan.
Stationen ligger i berget under kvarteret Bävern vid Nybrogatan, Tyskbagargatan till Grev Turegatan och Valhallavägen. Den har en plattform med mellanvägg och ligger cirka 25 meter under marken. Ingångar finns från Nybrogatan 69/Karlavägen samt vid Valhallavägen och Grev Turegatan 86. En ny ingång med hissen på Valhallavägen 113/Melodislingan byggd under Svea fanfar 2016.
Stationen öppnades den 30 september 1973. Denna station har plattformslängden anpassad för åtta vagnar (av äldre typ) trots att den öppnades samtidigt som Tekniska högskolan som byggdes för en tåglängd av tio vagnar. Avståndet från stationen Slussen är 3,4 kilometer.
Konstnärlig utsmyckning av Åke Pallarp och Enno Hallek med temat Stockholms Stadion, bland annat med olympiaaffischen från 1912. Vid utgången mot Nybrogatan 69 står en skulptur i stål av Lars Erik Falk, Modulskulptur, rest 1979. 
Stationen belönades, tillsammans med Tekniska högskolans tunnelbanestation, med Kasper Salin-priset 1973.

## Bildgalleri

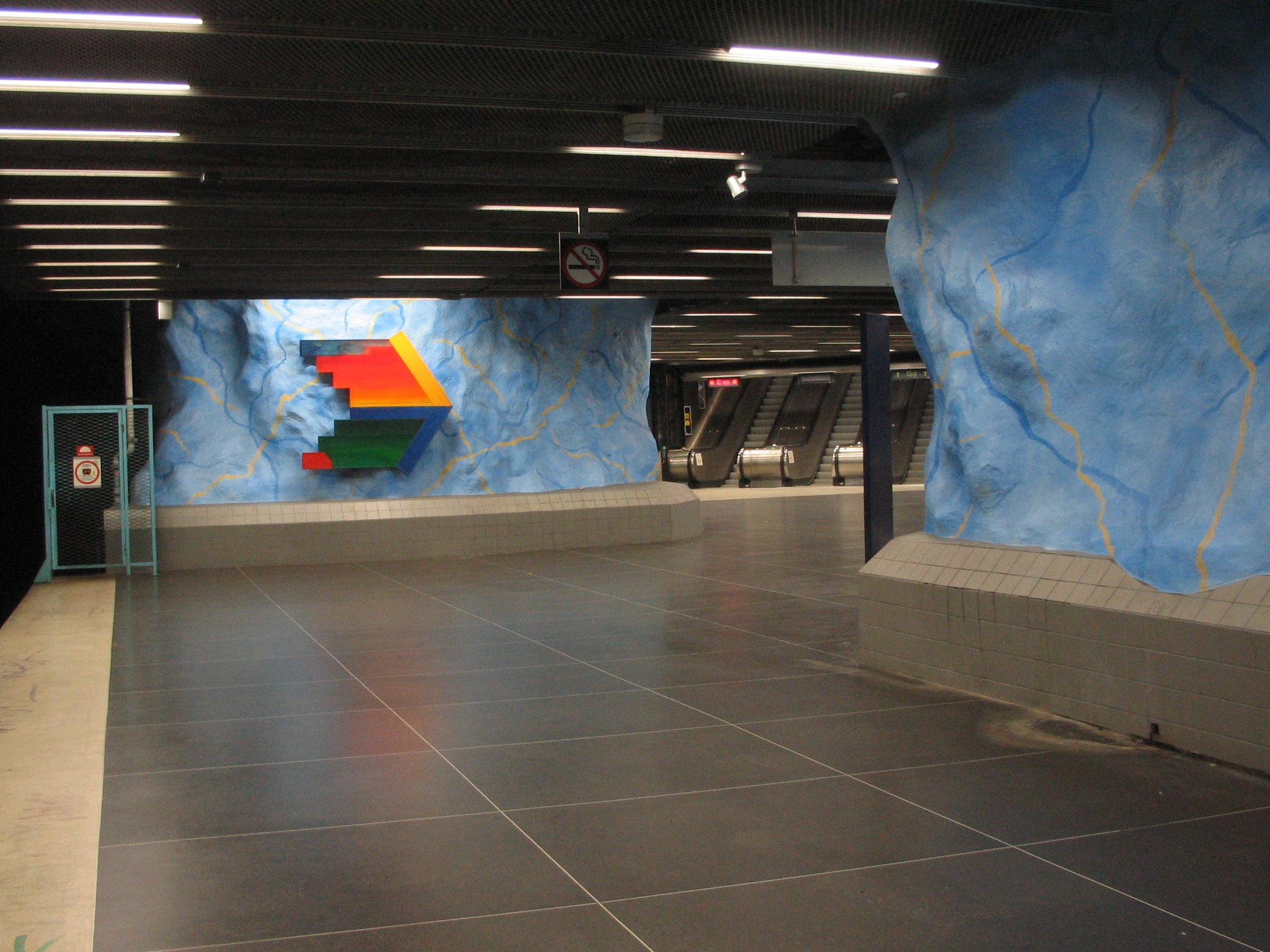
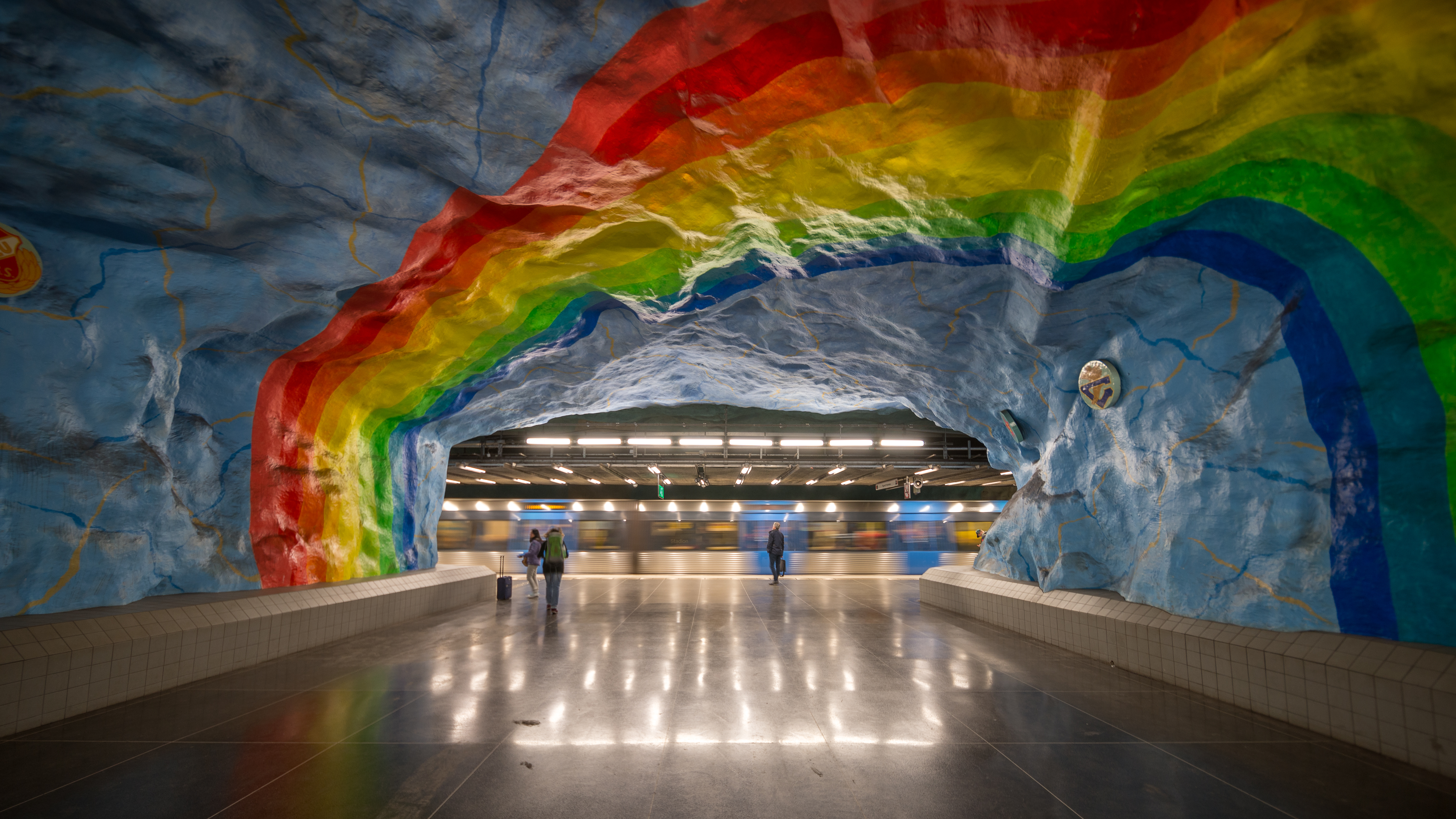
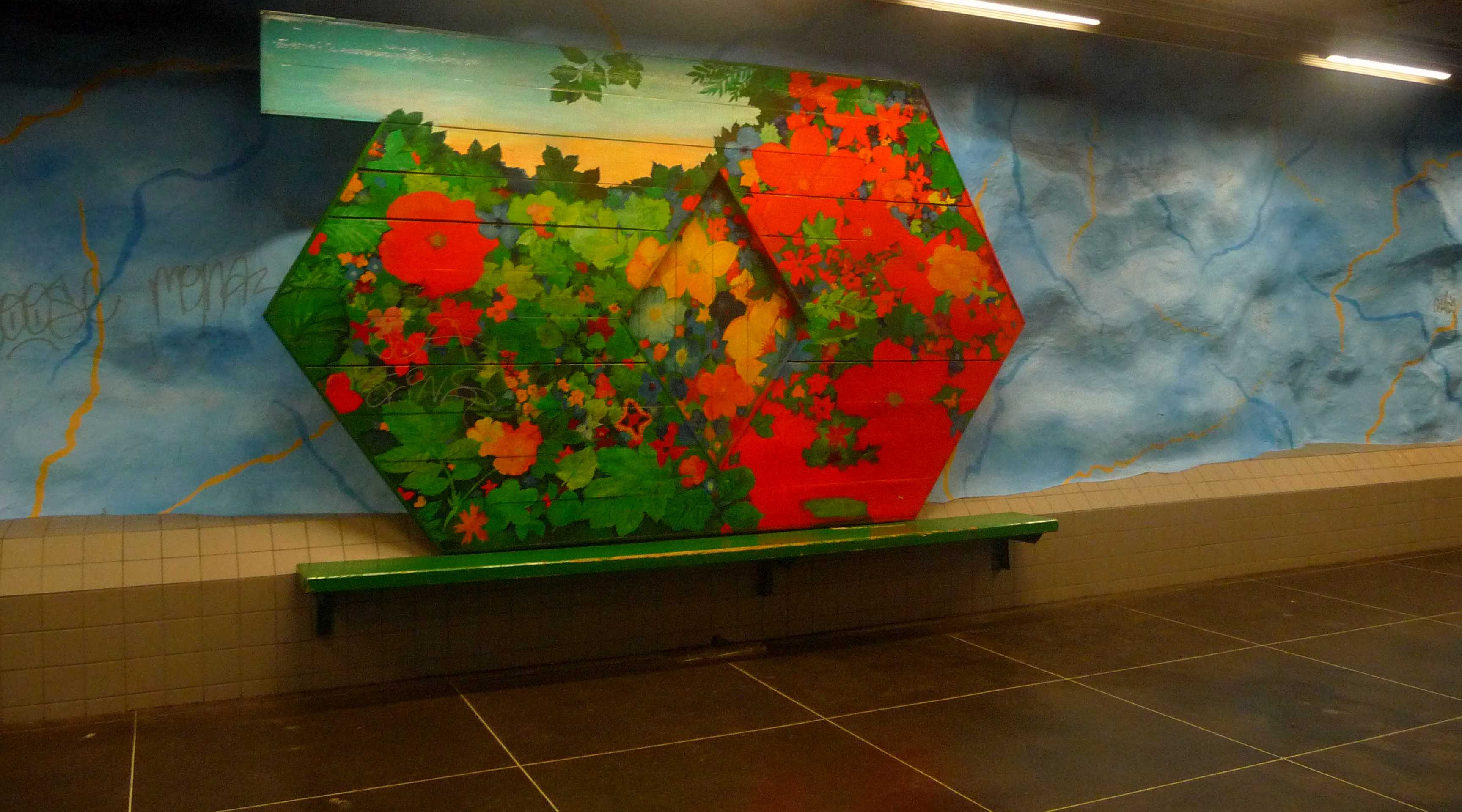
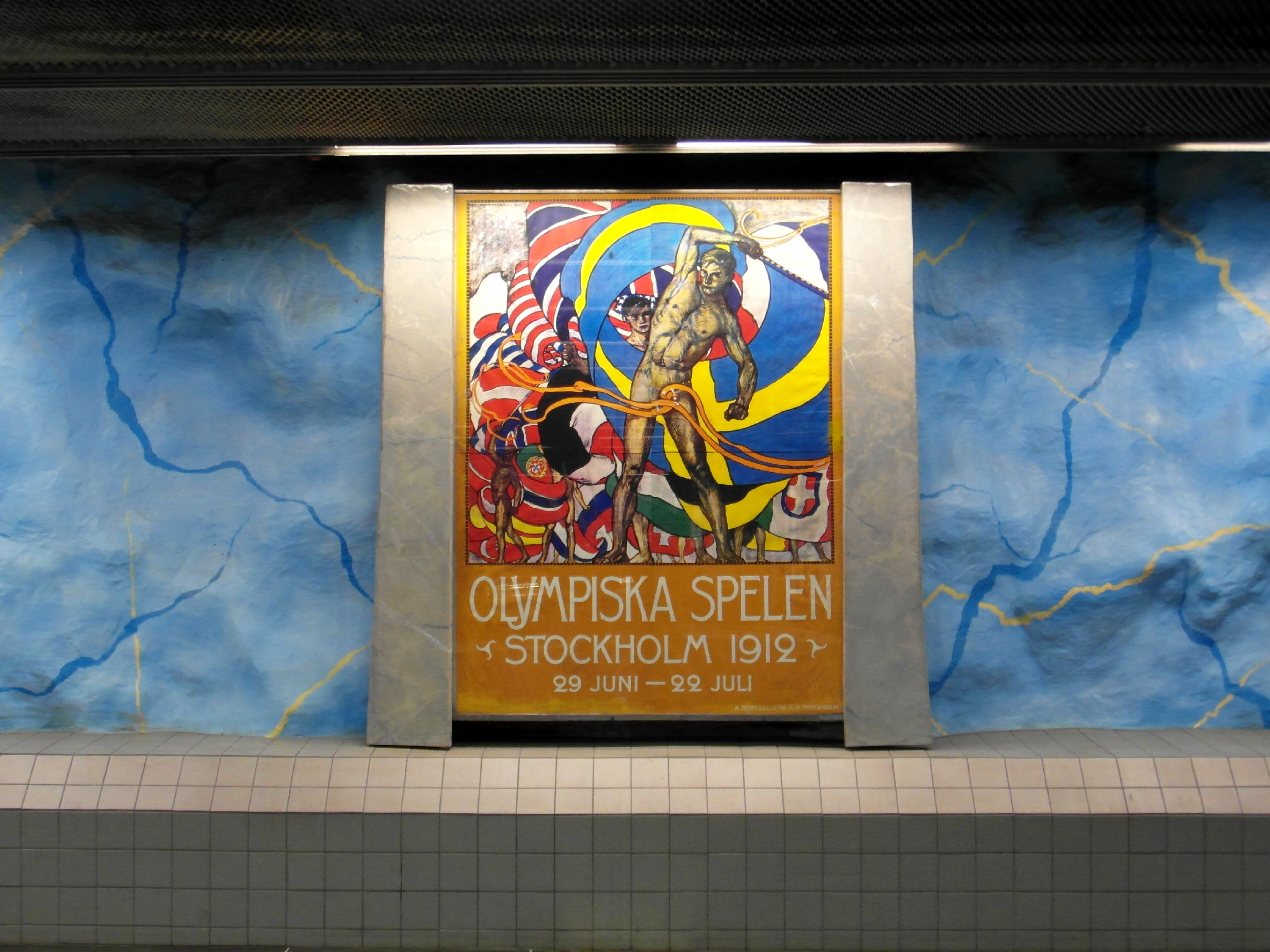
stadion 1912